# Hermann Breymann (Politiker)
Albert Hermann Breymann (* 14. Januar 1898 in Dinslaken; † 28. Oktober 1958 in Dinslaken) war ein deutscher Kommunalpolitiker und ehrenamtlicher Landrat (SPD).

## Leben und Beruf
Nach dem Schulbesuch absolvierte er von 1912 bis 1920, unterbrochen durch den Kriegsdienst, eine Lehrerausbildung in Kettwig. Ab 1920 war er an verschiedenen Schulen ununterbrochen bis zu seinem Tod tätig. Zuletzt war er Rektor an einer Schule in Voerde. Er war verheiratet und hatte fünf Kinder.
Vom 4. Dezember 1952 bis zum 29. Oktober 1958 war Breymann Mitglied des Kreistages des ehemaligen Landkreises Dinslaken. Während des gleichen Zeitraumes war er Landrat des Landkreises Dinslaken. Von 1952 bis 1958 war er Ratsmitglied in Voerde und von 1956 bis 1958 Bürgermeister. Breymann war in verschiedenen Gremien des Landkreistages Nordrhein-Westfalen tätig. In Voerde wurde das Hermann-Breymann-Bad nach ihm benannt.